# 佐藤正文
佐藤 正文（さとう まさふみ、1947年 - ）は、日本の演技トレーナー、演出家、俳優。尚美学園大学芸術情報学部客員教授。山形県出身。

## 来歴・人物
桐朋学園大学演劇専攻科卒業。1970年、劇団俳優座に入団。「安部公房スタジオ」の旗揚げに参加。1979年『仔象は死んだ』に出演、米国5都市を巡演。のちにフリーの俳優となり、俳優座劇場プロデュース、無名塾、地人会などの公演に多数出演。1996年コロンビア大学で開催された安部公房シンポジウムにおいて、演技術・安部公房システムを紹介。1997年シンポジウム・安部公房『演劇の仕事』及びワークショップ『安部公房システム』を旧メンバーとともに主催。2004年、2013年ギィ・フォワシィ演劇コンクールに於いて、演出した『ストレス解消センター行き』が最優秀賞を、2006年には『救急車』が優秀賞を受賞。
尚美学園大学芸術情報学部及び日本大学芸術学部で指導する一方、私塾 A.T.ラボ（1985年創立）を主宰。芸能プロダクションavex、スターダスト・プロモーションなどでも演技レッスンを担当し、多数の俳優を育成する。

## 出演作品

### 映画
- 南極物語（1983年）
- ビルマの竪琴（1985年）
- 映画女優（1987年）[3]

### テレビドラマ
- 土曜ワイド劇場（テレビ朝日）
  - 西村京太郎トラベルミステリー「日本縦断殺人ルート」（1992年4月4日） - 荒木部長 役[4]

### 舞台
- ハムレット（俳優座）
- 戦争と平和（俳優座）
- 緑色のストッキング（安部公房スタジオ）
- ウェー（安部公房スタジオ）
- 案内人（安部公房スタジオ）
- 仔象は死んだ（安部公房スタジオ）
- マクベス（無名塾）
- 肝っ玉おっ母と子供たち（無名塾）
- リチャード三世（無名塾）
- 12人の怒れる男たち（俳優座プロデュース）
- 検察側の証人（俳優座プロデュース）
- はつ恋（地人会）
- 十二夜（仕事）

## 演出作品
- フェードル
- アンドロマック
- ダム・ウェイター
- ストレス解消センター行き （2004年、2013年）
- 救急車 （2006年）
- 夏の夜の夢 （2011年）
- 水の手紙 （2011年）
- 楽屋 （2012年）
- 風の又三郎 （2012年）
- にごりえ  （2013年）
- どんぐりと山猫 （2013年）
- 注文の多い料理店 （2013年）
- グスコーブドリの伝記 （2013年）
- あら、救急車 （2014年）
- 夜まわり隊 （2014年）
- 走れメロス （2014年）
- 不思議の国のアリス （2014年）
- ロンリー・ハート （2014年）
- ビルマの竪琴 （2015年）